# Newport News (Virginie)
Pour les articles homonymes, voir Newport News.
Newport News est une ville indépendante de Virginie, aux États-Unis, qui comptait 180 719 habitants lors du recensement de 2010, population estimée à 179 388 habitants en 2017. Elle est située à l'extrémité sud-ouest de la péninsule de Virginie, sur la rive nord de la James River.

## Économie
- Abandon de la construction de l'usine Areva de grands composants pour réacteurs nucléaires :

La construction d'une usine de grands composants pour le nucléaire d'Areva et de Northrop Grumman a commencé le 22 juillet 2009. C'est sur ce site que devaient être construites les pièces majeures des « futurs EPR américains ». La mise en service de l'usine était prévue en 2012. Areva Newport News devait fabriquer les cuves et les couvercles de cuves, les générateurs de vapeur et pressuriseurs des EPR. Le site devait occuper une surface de 30 000 m2.
La construction de l'usine a été stoppée en 2011  et n'a jamais été reprise car tous les projets de réacteur EPR aux États-Unis ont été annulés ;
- Le chantier naval Newport News Shipbuilding est l'un des principaux sites de construction navale aux États-Unis ;
- On trouve aussi une usine de tombereaux Liebherr.

## Jumelages
- Neyagawa (Japon)
- Taizhou (Chine)
- Greifswald (Allemagne)

## Personnalités
La chanteuse Ella Fitzgerald est née à Newport News le 25 avril 1917.